# NGC 1065
NGC 1065 este o galaxie lenticulară situată în constelația Balena. A fost descoperită în 29 septembrie 1886 de către Lewis A. Swift. Se află la o distanță de 99,34 de megaparseci de Pământ.